# Łotwa na World Games 2017
Łotwa na World Games 2017 – reprezentacja Łotwy na World Games 2017 składająca się z ośmiorga sportowców (czterech kobiety i czterech mężczyzn). 

## Reprezentanci

### Kobiety
| Zawodniczka     | Dyscyplina          | Konkurencja               | Rezultat    |
| --------------- | ------------------- | ------------------------- | ----------- |
| Elīza Ancāne    | taniec sportowy     | standard                  | 7. miejsce  |
| Inga Dambe      | bieg na orientację  | sprint                    | 29. miejsce |
| Inga Dambe      | bieg na orientację  | bieg na średnim dystansie | 15. miejsce |
| Ludmila Ivanova | ergometr wioślarski | waga lekka na 2000 m      | 6. miejsce  |
| Ineta Mackeviča | squash              | kobiety                   | 1/32 finału |

### Mężczyźni
| Zawodnik          | Dyscyplina          | Konkurencja    | Rezultat    |
| ----------------- | ------------------- | -------------- | ----------- |
| Rovoams Gavrilovs | ergometr wioślarski | open na 2000 m | 12. miejsce |
| Roberts Liņavskis | sporty wodne        | wakeboarding   | 15. miejsce |
| Edgars Līnis      | taniec sportowy     | standard       | 7. miejsce  |
| Alex Pāvulāns     | squash              | mężczyźni      | 1/32 finału |